# Mert Nobre
Márcio Ferreira Nobre znany także jako Mert Nobre (ur. 6 listopada 1980 w Jateí) – piłkarz turecki pochodzenia brazylijskiego grający na pozycji napastnika.

## Kariera klubowa
Nobre urodził się w stanie Mato Grosso do Sul. Na początku swojej kariery piłkarskiej był zawodnikiem juniorskich zespołów klubów Paysandu SC Sport Club, Esporte Clube XV de Novembro, oraz Sport Club do Recife. Karierę profesjonalną rozpoczął w mieście Kurytyba w tamtejszym klubie Paraná Clube. W 2001 roku w wieku 21 lat zadebiutował w jego barwach w lidze brazylijskiej. W tamtym sezonie wywalczył z Paraną wicemistrzostwo stanowe, a sukces ten powtórzył także w 2002 roku. W 2003 roku wyjechał do Japonii i został zawodnikiem klubu tamtejszej J-League, Kashiwy Reysol, w której grał m.in. z rodakiem Ricardinho. Po rozegraniu 13 spotkań w lidze japońskiej wrócił do Brazylii i do końca roku grał w Cruzeiro EC z miasta Belo Horizonte. W tamtym sezonie wywalczył zarówno mistrzostwo Brazylii, jak i zdobył Copa do Brasil, a także mistrzostwo stanu Minas Gerais.
Na początku 2004 roku Nobre przeszedł do tureckiego Fenerbahçe SK, w którym stał się podstawowym zawodnikiem. Tam stworzył atak z Pierre’em van Hooijdonkiem oraz Tuncayem Şanlım i zdobytymi 11 golami przyczynił się do wywalczenia przez stambulski zespół tytułu mistrza Turcji. W sezonie 2004/2005 był drugim najlepszym strzelcem (18 trafień) „Fener” po rodaku Alexie, a Fenerbahçe ponownie został mistrzem kraju. Natomiast w sezonie 2005/2006 był najskuteczniejszym zawodnikiem w zespole (17 bramek), a „Kanarki” tym razem zajęły drugie miejsce w lidze, za odwiecznym rywalem Galatasaray SK.
W sierpniu 2006 roku Nobre odszedł z Fenerbahçe, po tym jak miał być szóstym zagranicznym zawodnikiem w zespole i odszedł za 1,8 miliona euro do lokalnego rywala Beşiktaşu JK. W sezonie 2006/2007 stworzył linię ataku wraz z rodakiem Bobô i wywalczył wówczas wicemistrzostwo Turcji. Z kolei w 2008 roku zajął z Beşiktaşem 3. miejsce w tureckiej Superlidze.
W latach 2011–2013 Nobre grał w Mersin İdman Yurdu. W 2013 roku przeszedł do Kayserisporu. Następnie grał w FC Wil, a w 2015 trafił do Erzurumspor BB.
| Sezon   | Klub               | Kraj       | Rozgrywki             | Mecze | Bramki |
| ------- | ------------------ | ---------- | --------------------- | ----- | ------ |
| 2001    | Paraná Clube       | Brazylia   | Campeonato Brasileiro | 25    | 11     |
| 2002    | Paraná Clube       | Brazylia   | Campeonato Brasileiro | 25    | 12     |
| 2003    | Kashiwa Reysol     | Japonia    | J-League              | 13    | 0      |
| 2003    | Cruzeiro EC        | Brazylia   | Campeonato Brasileiro | 15    | 3      |
| 2003/04 | Fenerbahçe SK      | Turcja     | Superliga             | 18    | 11     |
| 2004/05 | Fenerbahçe SK      | Turcja     | Superliga             | 33    | 18     |
| 2005/06 | Fenerbahçe SK      | Turcja     | Superliga             | 29    | 17     |
| 2006/07 | Beşiktaş JK        | Turcja     | Superliga             | 30    | 8      |
| 2007/08 | Beşiktaş JK        | Turcja     | Superliga             | 30    | 10     |
| 2008/09 | Beşiktaş JK        | Turcja     | Superliga             | 27    | 10     |
| 2009/10 | Beşiktaş JK        | Turcja     | Superliga             | 19    | 1      |
| 2010/11 | Beşiktaş JK        | Turcja     | Superliga             | 21    | 6      |
| 2011/12 | Mersin İdman Yurdu | Turcja     | Superliga             | 26    | 10     |
| 2012/13 | Mersin İdman Yurdu | Turcja     | Superliga             | 30    | 13     |
| 2013/14 | Kayserispor        | Turcja     | Superliga             | 28    | 5      |
| 2014/15 | Kayserispor        | Turcja     | 1. Lig                | 25    | 16     |
| 2015/16 | FC Wil             | Szwajcaria | Challenge League      | 24    | 7      |
| 2016/17 | Erzurumspor BB     | Turcja     | 2. Lig                |       |        |

## Obywatelstwo tureckie
Latem 2006 roku Nobre otrzymał tureckie obywatelstwo i zmienił swoje personalia z Márcio Ferreira Nobre na Mert Nobre.